# Attelwil
Attelwil is een plaats en voormalige gemeente in het Zwitserse kanton Aargau, maakt deel uit van het district Zofingen en sinds 1 januari 2019 van de gemeente Reitnau.
Attelwil telt 283 inwoners.

## Externe link

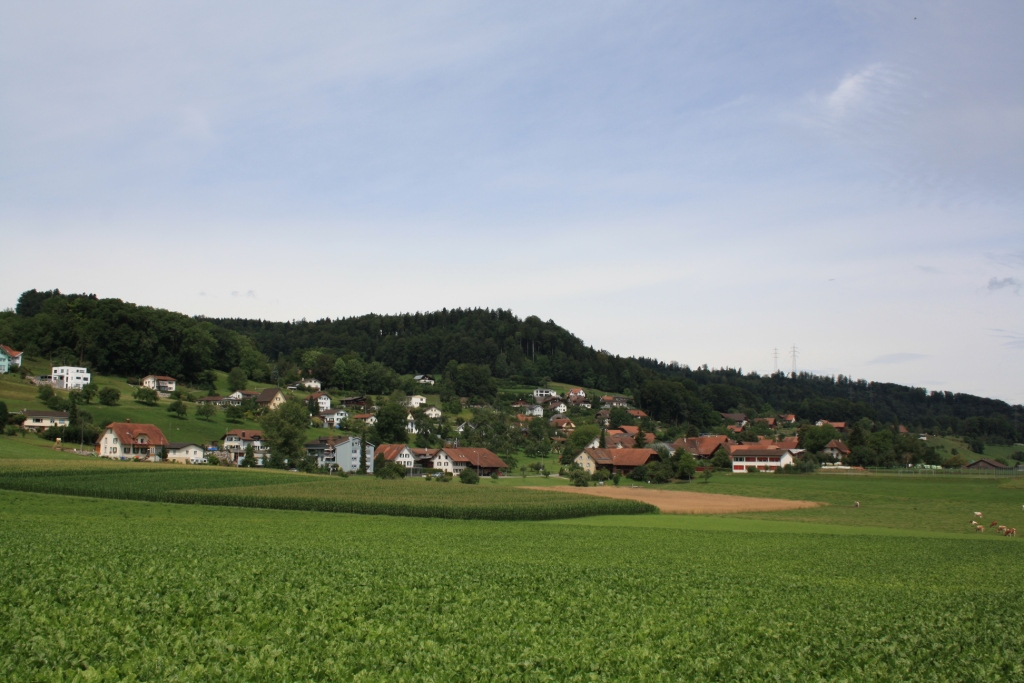
Attelwil